# 馬克·羅甘
馬克·羅甘（英語：Mark Rory Logan；1984年1月28日—）是英國的一位政治家，所屬政黨是保守黨。他在2019年英國大選中當選東北博爾頓的議員。